# IC 4374
IC 4374 је елиптична галаксија у сазвјежђу Хидра која се налази на листи објеката дубоког неба у Индекс каталогу.
Деклинација објекта је - 27° 1' 5" а ректасцензија 14h 7m 29,8s. Привидна величина (магнитуда) објекта IC 4374 износи 12,6 а фотографска магнитуда 13,6. IC 4374 је још познат и под ознакама ESO 510-69, MCG -4-33-46, AM 1404-264, PGC 50385.